# Aisha
Айя Олегівна Андреєва, латис. Aija Andrejeva (16 січня 1986, Огре, Латвійська РСР), відома як Айша (англ. Aisha) — латвійська співачка. Представниця Латвії на Пісенному конкурсі Євробачення 2010.

## Біографія
Народилась у сім'ї соліста латвійського хард-рок гурту Opus Pro Олега Андреєва.
Дебютувала на музичній сцені у 5 років і посіла друге місце в конкурсі талантів для юних вокалістів «Calis'91». У 1997 році брала участь у конкурсі флейтистів, через рік стала диригенткою духового оркестру. У 14 років Аї запропонували приєднатися до рок-гурту, але через прогули з гурту виключили. Незабаром після цього вона взяла сценічний псевдонім Айша, під яким почала виступати.

### 2004—2007
У 2004 році Айша взяла участь у телевізійному реаліті-шоу Fabrikas muzikālajā teātri, яке зрештою виграла. Після участі в програмі гурт Opus Pro (вокалістом якого був батько співачки) запросив її взяти участь у своєму концертному турі, зокрема на Caines Beach Party у Лієпаї. Того ж року Айша знялася в мюзиклі «Tā ir jānotiek». У 2005 році записала вокальні партії для альбому Padodies Man гурту Credo. У лютому того ж року виконала роль Дороті в латвійській постановці мюзиклу «Чарівник країни Оз» (Burvis no Oza zemes).
У 2006 році Айша записала дебютний студійний альбом з Opus Pro під назвою Tu un es. Восени наступного року співачка взяла участь у розважальній програмі Divas zvaigznes, в якій виступила в тандемі з Айварсом Фрейманісом. Після закінчення ефіру програми вирішила почати сольну кар'єру.

### 2008—2009
У 2008 році з піснею «You Really Got Me Going» Айша взяла участь у Eurodziesma, національному відборі на 53-й пісенний конкурс «Євробачення». На початку лютого вона виступила у другому півфіналі відбору і пройшла до фіналу, де посіла друге місце, набравши 22 721 голос від аудиторії. Навесні Айша взяла участь у другому випуску програми Dejo ar zvaigzni, яка є локальною версією формату Танці з зірками. Її партнеркою в танці була Марі Пуці, з якою вона посіла друге місце у фіналі.
У травні Айша випустила перший сольний студійний альбом Viss kārtībā, mincīt. Наприкінці року з піснею «Hey hey hey hey», записаною у співпраці з гуртом G-Point, вона пройшла кваліфікацію для участі в національному відборі на Євробачення Eurodziesma 2009. Наприкінці лютого успішно пройшла до півфіналу та вийшла у фінал, де посіла четверте місце. Цього ж року брала участь у фестивалі «Нова хвиля» в Юрмалі, де посіла шосте місце з піснею «Я і Боббі Макгі» ex aequo з білоруським співаком Максом Лоренсом. У вересні вона випустила свій другий студійний альбом Dvēselīte.

### 2010
У січні 2010 року з піснею «What For?» Айша була оголошена учасницею національного відбору Латвії на Євробачення 2010. Наприкінці лютого вона вийшла у фінал відбору та здобула найбільшу підтримку журі та аудиторії, завдяки чому стала представницею своєї країни на Євробаченні. 25 травня в першому півфіналі вона виступила шостою і посіла останнє, 17 місце з 11 балами, що не дозволило їй пройти до фіналу.
Наприкінці липня Айша посіла перше місце на фестивалі балтійської пісні в Карлсгамні за виконання пісень «What For?» і «You Really Got Me Going».

### 2011—2012
У 2012 році Айша випустила свій третій студійний альбом Grāmatzīme. У листопаді 2013 року презентувала четвертий альбом Mežā.

## Особисте життя
20 червня 2013 року вийшла заміж за Томса Берзіньша у Валмієрі, однак у 2016 році подружжя розлучилося. 
З 2021 року Айя одружена зі співаком Янісом Айшпурсом.

## Дискографія
- Tu un Es (2006)
- Viss kārtībā, Mincīt! (2008)
- Dvēselīte (2009)
- Mazais princis (2016)